# 巴基斯坦副總理
巴基斯坦副總理（英語：Deputy Prime Minister of Pakistan）設立於2012年6月25日。時為巴基斯坦聯合政府構成政黨之一的巴基斯坦穆斯林聯盟（領袖派），要求新就任的巴基斯坦總理拉賈·佩爾韋茲·阿什拉夫設立副總理一職。設立的主要目的為總理懸缺時，有人能夠接掌政府運作。由於巴基斯坦人民黨與穆斯林聯盟（領袖派）決議共同成立聯合政府，喬杜里·佩爾韋茲·埃拉希成為巴基斯坦第一位副總理。

## 職務權責
副總理一職僅為象徵性質，不存在於憲法之中，也沒有特殊職權，副總理設立的用意僅僅是在總理懸缺時，接掌該總理一職。雖然副總理有監督內閣成員的權力，但卻不需要承擔特殊責任，副總理的職責也被視為「聯邦國務資政」（Senior federal minister）。喬杜里·佩爾韋茲·埃拉希曾在前巴基斯坦總理優素福·拉扎·吉拉尼的內閣中擔任國務資政（Senior minister），貝娜齊爾·布托和納瓦茲·謝里夫執政期間，努斯拉特·布托與喬德里·尼薩爾·阿里·汗，各自在前後兩個總理內閣中擔任這個沒有相應職權的職位。

## 就職
2012年6月25日，喬杜里·佩爾韋茲·埃拉希被任命為首位巴基斯坦副總理。此外，他也接掌了幾個不同的內閣職務。副總理並不存在於憲法中，是政府跟穆斯林聯盟（領袖派）協議下的產物。政府公告中表示，埃拉希的任命立即生效，在政府發出新的命令。此外，公告中還提到，埃拉希並不具有總理的權限。

## 司法問題
2012年6月28日，一份針對副總理合法性的訴狀送到了巴基斯坦最高法院。原告在法庭中聲稱副總理一職不存在於巴基斯坦憲法之中，要求法庭取消副總理一職。該職位也曾被以違反憲法第91條為由，而被告上拉合爾高等法院。原告向法院稱：「這一任命居心叵測，應該被判違憲。」另一份訴狀同樣被送到信德高等法院，但最後遭到法院駁回。

## 外部連結
- 巴基斯坦政府官網 （页面存档备份，存于）